# Ludvika (comune)
Ludvika è un comune svedese di 25 784 abitanti, situato nella contea di Dalarna. Il suo capoluogo è la cittadina omonima, che, nel 2004, contava 13 724 abitanti.

## Località
Nel territorio comunale sono comprese le seguenti aree urbane (tätort):
- Blötberget
- Fredriksberg
- Gonäs
- Grangärde
- Grängesberg
- Håksberg
- Ludvika (parte)
- Nyhammar
- Persbo
- Saxdalen
- Sörvik
- Sunnansjö

## Amministrazione

### Gemellaggi
- Imatra
- Kontiolahti
- Bad Honnef